# 田中良平 (野球)
田中 良平（たなか りょうへい、1982年11月18日 - ）は、石川県小松市出身の元プロ野球選手（投手）。
実弟の田中靖洋は、良平がかつて所属したことがある千葉ロッテマリーンズに2022年まで所属していた。

## 来歴・人物

### プロ入り前
高校生になってから投手に転向。森大輔（七尾工業高）・内海哲也（敦賀気比高）とともに北陸三羽ガラスと呼ばれた。
その後、2000年のドラフトで、千葉ロッテマリーンズから1位指名を受け入団。

### ロッテ時代
ルーキーイヤーの2001年、2002年は一軍登板なしに終わる。2003年8月に一軍初登板を果たし5試合に出場する。
2006年から制球難克服のためサイドスローに挑戦。
2008年10月1日、球団から戦力外通告を受けた。その後12球団合同トライアウトにも参加したが獲得する球団はなく、メジャー挑戦のために渡米する。

### オリオールズ傘下時代
2009年5月4日にボルチモア・オリオールズとマイナー契約。6月からAA級ボウイに合流。12試合の先発を含む21試合に登板し4勝4敗3セーブ、防御率3.00、WHIP1.32の成績を残した。
2010年もAA級ボウイで過ごし、22試合の先発を含む29試合に登板。8勝12敗、防御率5.64、WHIP1.45の成績を残した。
2011年は4月29日にアドバンスドA級フレデリックに降格。8月30日にAAA級ノーフォークに昇格し、31日のグウィネット戦で初勝利。マイナー通算では20先発を含む31試合に登板し、10勝5敗1セーブ、防御率3.33、WHIP1.20の成績を残した。ポストシーズンではアドバンスドA級ポトマックとのプレーオフ第4戦に登板し、6回2安打2四球5三振無失点と好投したが勝敗は付かず。キンストンとの優勝決定戦第4戦では5回6安打無四球7三振2失点の投球を見せ、チームの優勝に貢献。オフには日本の12球団合同トライアウトに参加した。
2012年3月27日、ノーフォークを解雇された。

### 引退後
2013年より、元読売ジャイアンツ等に所属した小野剛が塾長を務める「GSL野球塾 PRIMAVERA LIONE(プリマヴェーラ・リオーネ)」の講師に就任。また、小野が代表を務める中学生硬式野球チーム「狭山西武ボーイズ」の投手コーチも務めている。
2015年1月30日には学生野球資格を回復し、その後東洋学園大学硬式野球部のコーチも務めている。
2023年1月5日に千葉ロッテマリーンズの東海・北信越担当のスカウト就任が同球団から発表された。

## 詳細情報

### 年度別投手成績
| 年 度     | 球 団     | 登 板 | 先 発 | 完 投 | 完 封 | 無 四 球 | 勝 利 | 敗 戦 | セ 丨 ブ | ホ 丨 ル ド | 勝 率 | 打 者 | 投 球 回 | 被 安 打 | 被 本 塁 打 | 与 四 球 | 敬 遠 | 与 死 球 | 奪 三 振 | 暴 投 | ボ 丨 ク | 失 点 | 自 責 点 | 防 御 率 | W H I P |
| --------- | --------- | ----- | ----- | ----- | ----- | -------- | ----- | ----- | -------- | ----------- | ----- | ----- | -------- | -------- | ----------- | -------- | ----- | -------- | -------- | ----- | -------- | ----- | -------- | -------- | ------- |
| 2003      | ロッテ    | 5     | 2     | 0     | 0     | 0        | 0     | 0     | 0        | --          | ----  | 54    | 10.0     | 13       | 1           | 10       | 0     | 1        | 5        | 0     | 0        | 11    | 9        | 8.10     | 2.30    |
| 通算：1年 | 通算：1年 | 5     | 2     | 0     | 0     | 0        | 0     | 0     | 0        | --          | ----  | 54    | 10.0     | 13       | 1           | 10       | 0     | 1        | 5        | 0     | 0        | 11    | 9        | 8.10     | 2.30    |

### 記録
- 初登板：2003年8月26日、対大阪近鉄バファローズ22回戦（千葉マリンスタジアム）、7回表に4番手で救援登板・完了、3回3失点
- 初奪三振：同上、7回表に星野おさむから
- 初先発：2003年9月9日、対西武ライオンズ24回戦（西武ドーム）、2回4失点

### 背番号
- 36 （2001年 - 2003年）
- 19 （2004年 - 2005年）
- 99 （2006年 - 2008年）